# Gil Pires Feijó
Gil Pires Feijó (1200 -?) foi um rico-homem, fidalgo e Cavaleiro medieval do Reino de Portugal.

## Relações familiares
Casou com Inês Soares Coelho (c. 1200 -?), filha de Soeiro Viegas Coelho (1160 -?) e de Mór Mendes de Gandarei (1170 -?), de quem teve:
1. Martim Gil Feijó  casou com Maria Pires.
2. Maria Gil Feijó (c. 1220 - ?) casou com Rui Pais de Valadares (1180 -?).
3. Teresa Gil casou por duas vezes, a primeira com Huer Nunes e a segunda com Gonçalo Anes Portocarreiro.
4. Sancha Gil casou com Rui Fernandes.
5. Urraca Gil casou com Pedro Ourigues da Nóbrega.